# Sportåret 1861

## Händelser

### Alpin skidsport
- Okänt datum - De första tävlingarna i alpin skidsport hålls i Kiandra i New South Wales.[1]

### Baseboll
- 4 februari - Atlantics besegrar Charter Oak Club med 36–27 på Litchfield Pond i södra Brooklyn i en basebollmatch på is.[2]

### Boxning
- 18 juni — Jem Mace besegrar Sam Hurst i en match om 8 tonder på Medway Island och vinner det engelska tungviktsmästerskapet. Hurst drar sig tillbaka från boxningen.[3]
- Okänt datum - John C. Heenan återtar det amerikanska mäterskapet, men inga matcher med honom under 1861 finns nedtecknade.[4]

### Cricket
- Okänt datum - County Championship spelas inte detta år [5].

### Hästkapplöpning
- Okänt datum - 17 hästar deltar i första Melbourne Cup, Archer vinner.

### Rodd
- 23 mars - Oxfords universitet vinner universitetsrodden mot Universitetet i Cambridge.

## Födda
- 3 januari – Ernest och William Renshaw, brittiska tennisspelare
- 1 april – Gustaf Adolf Boltenstern s:r, svensk dressyrryttare.
- 16 oktober – Richard Sears, amerikansk tennisspelare.
- 1 november – Sten Drakenberg, svensk gymnast och fäktare.
- 6 november – James Naismith, basketens upphovsman.
- 30 november – Joseph Clark, amerikansk tennisspelare.
- 24 december – John Ball, engelsk golfspelare.

### Fotnoter
1. ↑  ”Kiandra Snow Shoe Club”. 2+2011. Arkiverad från originalet den 5 maj 2011. https://web.archive.org/web/20110505004311/http://members.ozemail.com.au/~sealark/skiing_history.html. Läst 18 juni 2011.
2. ↑  ”Chronology of Sports”. Arkiverad från originalet den 22 juli 2011. https://web.archive.org/web/20110722012455/http://worldtimeline.info/sports/. Läst 18 juli 2011.
3. ↑  Cyber Boxing Zone – Jem Mace.  läst 8 november 2009.
4. ↑  Cyber Boxing Zone – John C. Heenan.  läst 8 november 2009.
5. ↑  En inofficiell titel fram till december 1889 då första officiella County Championship spelades.